# Berrocal
Berrocal – gmina w Hiszpanii, w prowincji Huelva, w Andaluzji, o powierzchni 126,24 km². W 2011 roku gmina liczyła 337 mieszkańców.